# レンガ通り (栗山町)
レンガ通り（レンガどおり）は、北海道夕張郡栗山町に所在する歩道で、1990年（平成2年）の栗山町歩道改修工事に伴い、町民有志が中心となり、言葉や図案を彫り込んだ手作りレンガ6,000枚をちりばめて敷設した。1992年（平成4年）に「手づくり郷土賞」を受賞。

## 沿革
町のシンボルロードとして栗山町松風付近の歩道（菊水通り）を整備するにあたり、1990年から1991年（平成3年）の2年間に渡り、お年寄りから子供までが楽しめる夢のある楽しい歩道をつくろうと、町民の自主的な組織「くりやまレンガ通りを創る会」が企画した。
町民に1枚500円で乾きレンガを買ってもらい延べ500人が参加。絵やメッセージを刻んで上り窯で焼き上げ、全長330 m、幅員1.63 mの栗山町スポーツセンター側（南側）の歩道に、手作りレンガ3,000個をちりばめて埋め込んだ（全体では16,000個のレンガを使用している）。レンガには、当時の栗山に住んでいたときの思い出や結婚の記念、家族の和をイラストした作品が多数ある。
手づくりレンガは焼き上げる前の生レンガに、町民が絵やメッセージを刻みこんだ後、地元の登窯で焼き上げたものを使用している。素材にレンガを使用したのは、かつて町内に素焼き土管の工場があったことや小林酒造の酒蔵がレンガ造りであることなどから、町民が温かみのあるレンガに親しみを持っており採用するに至った。
1990年10月14日の完成祝いのセレモニーでは、この通りの全長330 mをつなぐカットテープを参加者全員で実施した。
歩道には、街路灯として銅細工のガス灯が3基とオルゴール付き1基、合わせて4基を備える。また、手づくりの半円形ベンチ2基の寄贈も受けた。ガス灯の傘部分は町民の手作り。
1991年は、向かい側（北側）330 m、幅員幅2 m、高さ20 cmの歩道を新設するのに併せて同様にレンガを敷き詰めた。
1992年7月に、建設省（現国土交通省）の「手づくり郷土賞」（一般部門）を受賞した。
同年11月には「北海道まちづくり100選」（北海道、北海道新聞社、NHK札幌放送局主催）に入選した。町民と行政がともに汗を流したまちづくり活動の取り組みが評価された。

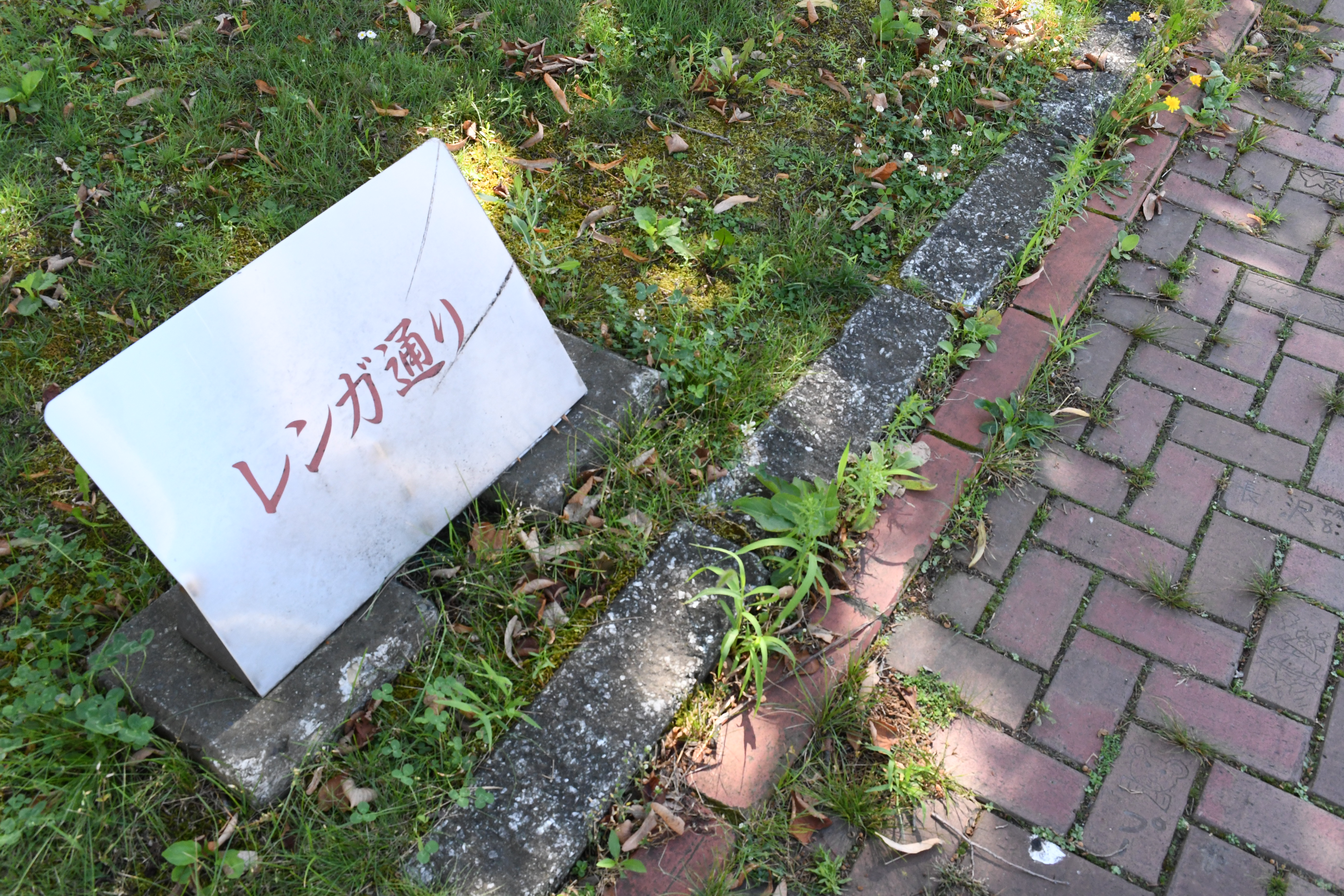
歩道名を表すプレート
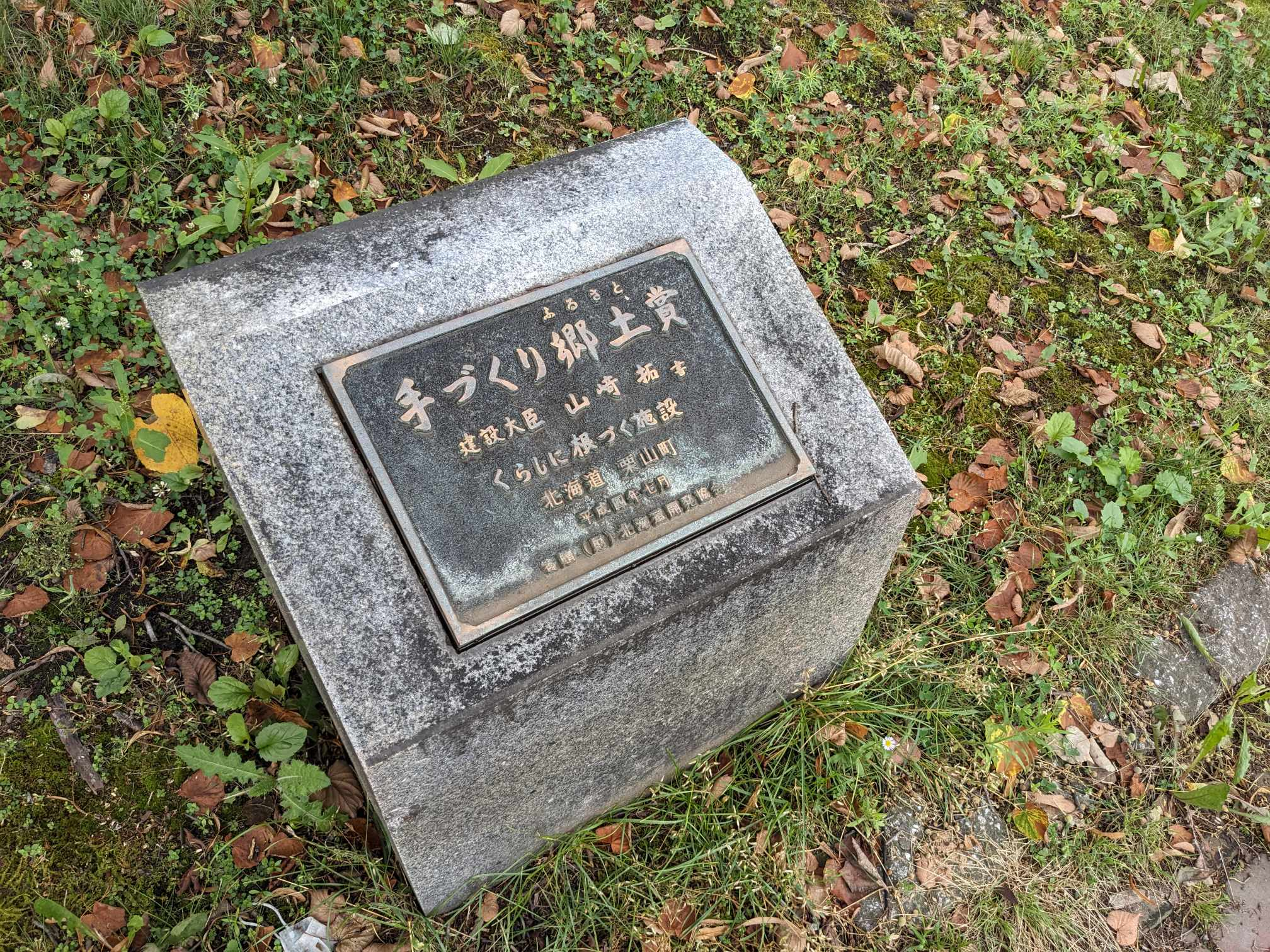
手づくり郷土賞のプレートが入った石碑
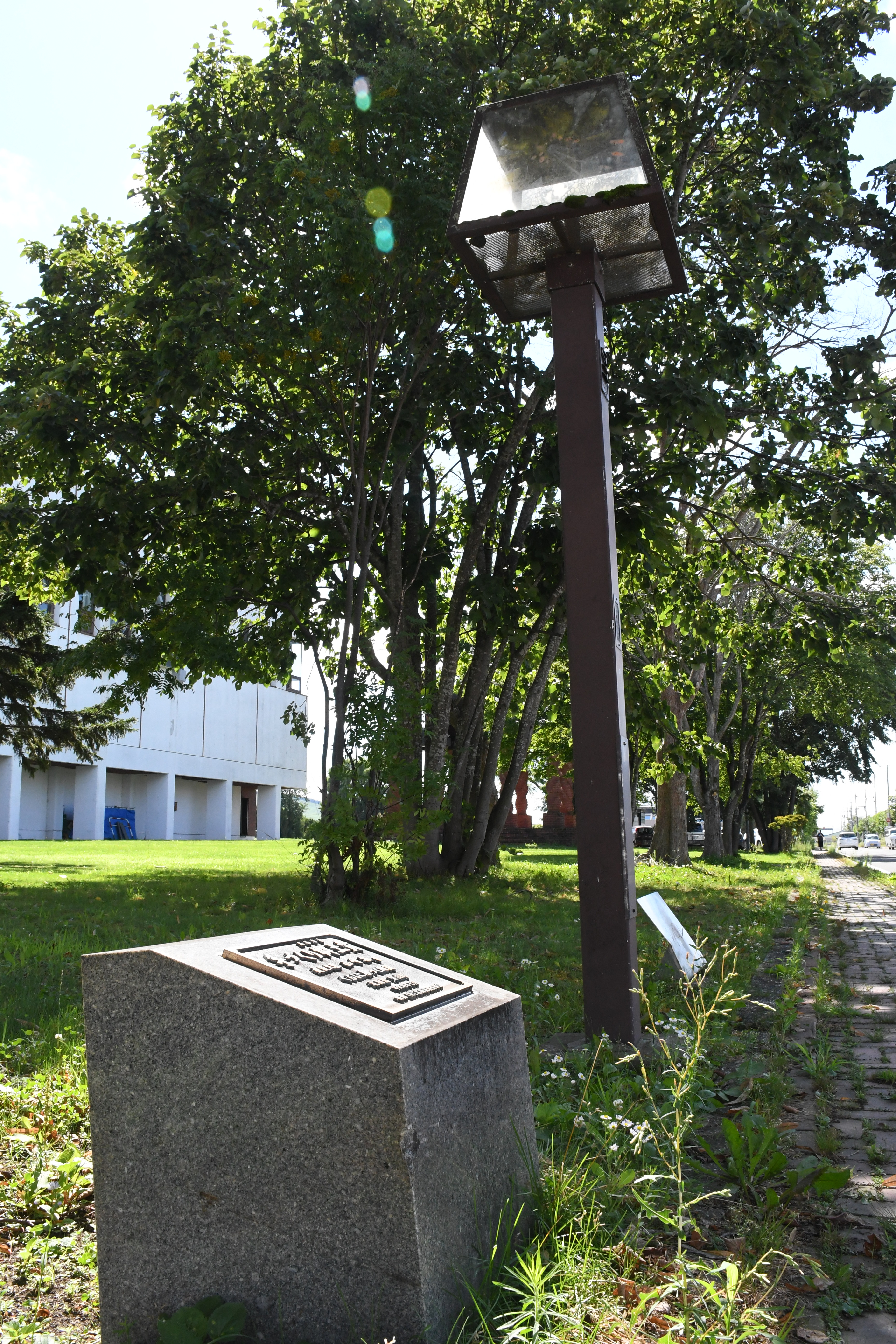
石碑と銅細工ガス灯
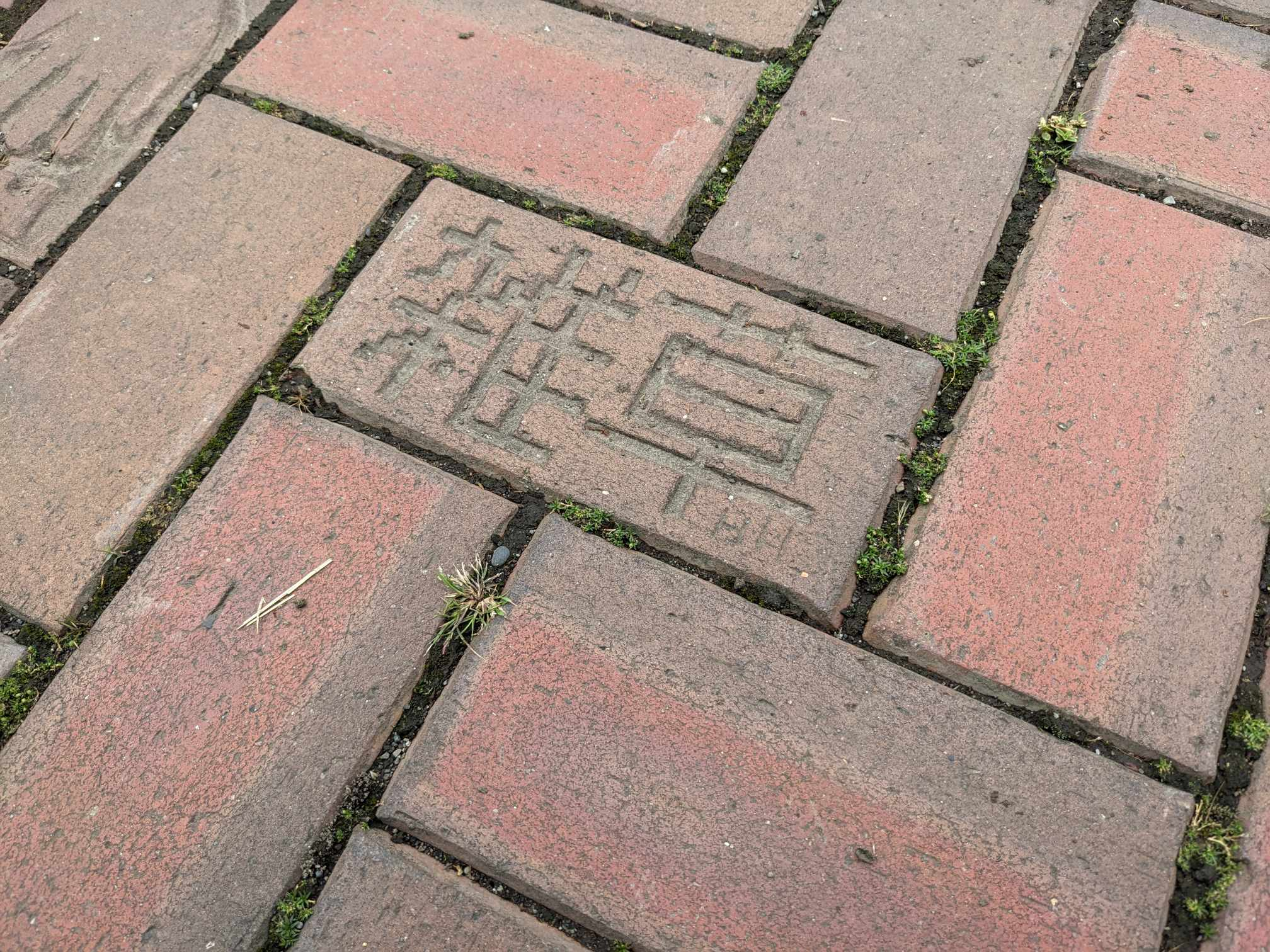
手づくりレンガ例

## 概要
- 所在地：北海道夕張郡栗山町松風3丁目252番地（栗山町スポーツセンター - 栗山町図書館 - 南空知消防組合間）[5]
- 延長：660 m（南側330 m、北側330 m）
- 幅員：1.6 m - 2.03 m
- レンガ舗装部分 1,030 m2（うち手作りレンガ部分 120 m2）